# Большое Саранное
Большое Саранное — озеро на юго-восточном побережье Камчатки. Расположено на территории Елизовского района Камчатского края России.
Площадь зеркала 3,6 км², площадь водосбора — 105 км².
В озеро с запада впадает река Большая Саранная. Водоём отделён от акватории Авачинского залива песчаной косой, в которой есть промоина в южной части.
В водах озера обитают горбуша, кета, нерка, кижуч.